# Helena Collins-Liuag
Helena Collins-Liuag est une productrice américaine. Elle travaille actuellement avec la Crest Animation Productions.
Collins-Liuag fait partie de l'équipe des Rich Animation Studios lors de sa fondation par Richard Rich. Elle s'implique rapidement dans le travail de production des courts-métrages ainsi que d'assistante-réalisateur. En 1998, elle est assistante-réalisateur de Le Cygne et la Princesse 3: Le trésor enchanté avant d'être nommé manager de production de Le Roi et moi. Elle participera notamment aux films suivants du studio comme La Trompette magique en 2001 comme assistante réalisateur, Muhammad: The Last Prophet comme manager de production et dans Alpha et Oméga là aussi comme manager de production.

## Filmographie

### Comme assistante réalisateur
- 1998 : Le Cygne et la Princesse 3 : Le trésor enchanté
- 2001 : La Trompette magique
- Multiples courts-métrages des studios

### Comme productrice
- 1999 : Le Roi et moi : Manager de production
- 2002 : Muhammad: The Last Prophet : Manager de production
- 2010 : Alpha et Oméga : Manager de production
- Multiples courts-métrages des studios